# Xizhou (köpinghuvudort i Kina, Zhejiang Sheng, lat 29,48, long 121,67)
Xizhou (kinesiska: 西周, 西周镇) är en köpinghuvudort i Kina. Den ligger i provinsen Zhejiang, i den östra delen av landet, omkring 170 kilometer sydost om provinshuvudstaden Hangzhou. Antalet invånare är 33 740. Befolkningen består av 16 913 kvinnor och 16 827 män. Barn under 15 år utgör 13,0 %, vuxna 15-64 år 72 %, och äldre över 65 år 14,0 %.
Runt Xizhou är det tätbefolkat, med 369 invånare per kvadratkilometer. Närmaste större samhälle är Danxi, 18,6 km öster om Xizhou. I omgivningarna runt Xizhou växer i huvudsak blandskog.
Genomsnittlig årsnederbörd är 1 837 millimeter. Den regnigaste månaden är juni, med i genomsnitt 338 mm nederbörd, och den torraste är januari, med 56 mm nederbörd.